# Vemmedrup
Vemmedrup es una localidad situada en el municipio de Køge, en la región de Selandia (Dinamarca), con una población en 2012 de unos 1688 habitantes.
Se encuentra ubicada al este de la isla de Selandia, al suroeste de Copenhague, junto a la costa del mar Báltico.